# Tokyo Ravens
Tokyo Ravens (яп. 東京レイヴンズ То:кё: Рэйвундзу, «Токийские вороны») — серия лайт-новел, написанных Кохэем Адзано и проиллюстрированных Сумихэем. В 2010 году была адаптирована в мангу, а октября 2013 года в аниме, которое транслировалось на Tokyo MX и было лицензировано Funimation для одновременного показа.

## Сюжет
В «Великой катастрофе», Япония была погруженна в хаос Оммёдзи. Харутора Цутимикадо родился в семье Оммёдзи, но не может видеть духов. Его двоюродная сестра — полная его противоположность. Она необычайно талантлива и является наследницей клана. В детстве Харутора обещал Нацумэ стать её сикигами. Однако в силу отсутствия таланта решил отказаться от задуманного. Но Нацумэ девушка с характером, и будет бороться за свою любовь.

## Персонажи
Харутора Цутимикадо (яп. 土御門 春虎 Цутимикадо Харутора) — главный герой. Добрый парень, который во всем стремится помочь своим друзьям. Сила Харуторы с детства была запечатана его отцом, главой клана Цутимикадо, так как мальчик являлся реинкарнацией Яко, одного из сильнейших и одновременно (по мнению многих) опаснейших оммёдзи в мире. В конце аниме к Харуторе возвращается память Яко, и он воскрешает Нацумэ без каких-либо последствий.
Сэйю: Кайто Исикава
Нацумэ Цутимикадо (яп. 土御門 夏目 Цутимикадо Нацумэ) — главная героиня. Девушка и подруга детства Харуторы . Воспитывалась как будущая глава клана Цутимикадо. Изначально все думали, что она является реинкарнацией Яко, но как потом выяснилось, это было сделано для защиты Харуторы. Позже выясняется, что Нацумэ является той самой Хокуто, с которой Харутора встречался до основных событий, в конце признаётся ему в любви.
Сэйю: Кана Ханадзава
Хокуто (яп. 北斗 Хокуто) — подруга детства Харуторы, влюбленная в него. Долгое время встречалась с Харуторой. Харутора долгое время пытается найти её «кукловода».
Сэйю: Хисако Канэмото
Тодзи Ато (яп. 阿刀 冬児 Ато То:дзи) — лучший школьный друг Харуторы и бывший хулиган. Обладает обширными познаниями в оммёдо, а также способен видеть духов. Благодаря этой силе знает, что именно Нацумэ управляла Хокуто. Как и она, перевёлся в токийскую академию оммёдо.
За два года до рассказа выяснилось, что он был одержим огром, которого вызвали при Духовной Катастрофе. Таким образом, в конце концов он стал наполовину огром, и теперь пытается получить контроль над ним внутри себя. Причина, по которой Тодзи поступил в академию оммёдо была изгнать людоеда из себя.
Сэйю: Рёхэй Кимура
Судзука Дайрэндзи (яп. 大連寺 鈴鹿 Дайрэндзи Судзука) — одна из восьми генералов, высококлассный маг, освоила высшую магию ещё в юности, чтобы воскресить брата ценой своей жизни. Однако её план прерывает Харутора. Из-за использования запретной магии на Судзуку было наложено заклятие, которое ограничивало способности Судзуки, опустив её на уровень Харуторы и Нацумэ.
Сэйю: Аянэ Сакура
Кон (яп. コン Кон) — сикигами Харуторы, она девочка-кицунэ, которая очень преданно относится к Харуторе и излишне беспокоится о его благосостоянии и безопасности и ревнует, когда Харутора сближается с другими девушками, из-за чего нередко ставит Харутору в нелепую ситуацию. На деле Кон была когда-то сикигами Яко — Хисямару — и в своей полноценной форме выглядит как зрелая женщина и обладает колоссальной силой.
Сэйю: Аки Тоёсаки

### Дюжина Небесных Генералов
Гэндзи Курахаси (яп. 倉橋 源司 Курахаси Гэндзи) — владелец небес. Руководитель агентства Оммёдзи.
Сэйю: Дзюрота Косуги
Дайдзэн Амами (яп. 天海 大善 Амами Дайдзэн) — божественный веер. Директор отдела магических расследований.
Сэйю: Хироя Исимару
Ивао Мияти (яп. 宮地 磐夫 Мияти Ивао) — демон огня. Командир отдела очищения Оммёдзи. Подразделение ритуалов.
Сэйю: Унсё Исидзука
Того Миёси (яп. 三善 十悟 Миёси То:го) — божественный глаз. Особый ясновидящий. Глава отдела, подразделение ясновидящих-разведчиков.
Сэйю: Кэнсукэ Сато
Дзэндзиро Когурэ (яп. 木暮 禅次朗 Когурэ Дзэндзиро:) — священный меч. Независимый оммёдзи.
Сэйю: Синъя Такахаси
Мари Югэ (яп. 弓削 麻里 Югэ Мари) — принцесса цепей. Независимый оммёдзи.
Сэйю: Марина Иноуэ
Рэйдзи Кагами (яп. 鏡 伶路 Кагами Рэйдзи) — пожирающий чудовищ. Независимый оммёдзи.
Сэйю: Хироюки Ёсино

## Медиа-издания

### Ранобэ
Tokyo Ravens — серия лайт-новел, написанных Кохэем Адзано, автор Black Blood Brothers, и проиллюстрированная Сумихэем. Публикуется издателем Fujimi Shobo в журнале Fujimi Fantasia Bunko с 25 мая 2010 года, на данный момент вышло 14 томов.

#### Список томов
| №  | Заглавие                     | Дата публикации       | ISBN                   |
| -- | ---------------------------- | --------------------- | ---------------------- |
| 1  | SHAMAN*CLAN                  | 25 мая 2010 года      | ISBN 978-4-8291-3519-8 |
| 2  | RAVEN's NEST                 | 25 сентября 2010 года | ISBN 978-4-8291-3552-5 |
| 3  | cHImAirA DanCE               | 25 декабря 2010 года  | ISBN 978-4-8291-3592-1 |
| 4  | GIRL RETURN & days in nest I | 20 мая 2011 года      | ISBN 978-4-8291-3637-9 |
| 5  | days in nest II & GIRL AGAIN | 20 июля 2011 года     | ISBN 978-4-8291-3657-7 |
| 6  | Black Shaman ASSAULT         | 20 октября 2011 года  | ISBN 978-4-8291-3688-1 |
| 7  | _DARKNESS_EMERGE_            | 19 мая 2012 года      | ISBN 978-4-8291-3757-4 |
| 8  | over-cry                     | 20 октября 2012 года  | ISBN 978-4-8291-3809-0 |
| 9  | to The DarkSky               | 20 марта 2013 года    | ISBN 978-4-8291-3865-6 |
| 10 | BEGINS/TEMPLE                | 20 октября 2013 года  | ISBN 978-4-0471-2911-5 |
| 11 | change:unchange              | 19 апреля 2014 года   | ISBN 978-4-0407-0087-8 |
| 12 | Junction of STARs            | 20 ноября 2014 года   | ISBN 978-4-0407-0139-4 |
| 13 | COUNT>DOWN                   | 20 марта 2015 года    | ISBN 978-4-04-070524-8 |

### Манга
На основе ранобэ было создано шесть манг. Первая манга Tokyo Ravens была проиллюстрирована Ацуси Судзуми и публикуется с декабря 2010 года в журнале Shounen Ace. В манге развивается основной сюжет лайт-новелы, в данный момент было выпущено 9 томов. Вторая манга Tokyo Ravens: Tokyo Fox, проиллюстрированная COMTA, опубликована в журнале Fujimi Shobo’s Age premium в 2011 году. История манги была сосредоточена на Кон. Tokyo Ravens: Red and White, параллельная манга Азуми Мотидзуки, опубликована в Monthly Dragon Age и закончена в ноябре 2013. Tokyo Ravens: Sword of Song, параллельная манга Ран Кудзё, публикуется с ноября 2013 года в Monthly Shonen Rival. Манга Tokyo Ravens -Girls Photograph- печатается с января 2014 в Monthly Dragon Age. Манга сосредоточенна на женских персонажах серии. Шестая манга Tokyo Ravens AnotherXHoliday издается Kadokawa в журнале Millefeui с февраля 2014 года. История манги сосредоточенна на мужских персонажах серии.

### Аниме
Аниме-адаптация транслировалась в Японии с 8 октября 2013 по 25 марта 2014 года. Производством занималась студия 8-Bit, а режиссёром был назначен Такаоми Канасаки, работавший над такими аниме, как Kore wa Zombie Desu ka? и вторым сезоном School Rumble. Аниме лицензировано Funimation для показа в Северной Америке и Universal Sony Pictures Home Entertainment Australia для показа в Австралии.
Первая открывающая композиция «X-encounter» была исполнена Маон Куросаки, а закрывающая "Kimi ga Emu Yugure" (яп. 君が笑む夕暮れ Кими Га Эму Ю:гурэ) исполнена Ёсино Нандзё. Вторую открывающую композицию «Outgrow» исполняет Геро, а закрывающую «Break a spell» Мами Кавата.

#### Список серий
| Номер | Название                          | Дата показа |
| ----- | --------------------------------- | ----------- |
| 1     | Shaman Clan: Promise              | 09.10.2013  |
| 2     | Shaman Clan: Confession           | 16.10.2013  |
| 3     | Shaman Clan: Calling the Dead     | 23.10.2013  |
| 4     | Raven`s Nest: School              | 30.10.2013  |
| 5     | Raven`s Nest: Bonds               | 06.11.2013  |
| 6     | Days in Nest: Holiday             | 13.11.2013  |
| 7     | Chimaira Dance: Ogre Eater        | 20.11.2013  |
| 8     | Chimaira Dance: Half-Ogre         | 27.11.2013  |
| 9     | Chimaira Dance: Purification      | 04.12.2013  |
| 10    | Girl Return: Prodigy              | 11.12.2013  |
| 11    | Girl Return: Tiger                | 18.12.2013  |
| 12    | Girl Return: Love                 | 25.12.2013  |
| 13    | Black Shaman Assault: Priest      | 08.01.2014  |
| 14    | Black Shaman Assault: Face-off    | 15.01.2014  |
| 15    | Darkness Emerge: Encounter        | 22.01.2014  |
| 16    | Darkness Emerge: Divine Fan       | 29.01.2014  |
| 17    | Darkness Emerge: Razor            | 05.02.2014  |
| 18    | Over-cry: Assault                 | 12.02.2014  |
| 19    | Over-cry: Princess                | 19.02.2014  |
| 20    | Over-cry: Fireworks               | 26.02.2014  |
| 21    | To the Dark Sky: Dark Night       | 05.03.2014  |
| 22    | To the Dark Sky: Protector        | 12.03.2014  |
| 23    | To the Dark Sky: Onmyo            | 19.03.2014  |
| 24    | To the Dark Sky: Calling the Dead | 26.03.2014  |